# Armand Salomon
Armand Salomon (2 februari 1962) is een (voormalig) Nederlands basketbalcoach. Op dit moment is hij directeur commerciële en technische zaken bij Feyenoord Basketbal. 
Zijn vorige functie als coach was als coach van het eredivisieteam van Forward Lease Rotterdam. Na zijn aanstelling in 2014 bereikte de club in 2015 voor het eerst sinds 2008 weer de play-offs, waar het net als in 2016 en 2017 strandde in de eerste ronde. Zijn grootste succes als coach beleefde Salomon in het seizoen 2017-2018 waarin de eerste ronde van de play-offs Den Bosch werd verslagen (1-2). Het eindstation kwam in de ronde erna tegen de uiteindelijke kampioen Donar Groningen. Na dit seizoen stopte Salomon met zijn functie als hoofdcoach bij de Rotterdammers en werd directeur commerciële en technische zaken. Salomon heeft voor zijn aanstelling in 2014 drie seizoenen het tweede team van Rotterdam Basketbal onder zijn hoede gehad. Aan het einde van het seizoen 2013-2014 werd hij gekozen tot coach van het jaar in de Promotiedivisie.